# میچیکو تاناکا
میچیکو تاناکا (انگلیسی: Michiko Tanaka؛ ‏ ۱۵ ژوئیهٔ ۱۹۰۹ – ۱۸ مهٔ ۱۹۸۸) خواننده و بازیگر اهل ژاپن بود.
وی دانش‌آموختهٔ رشتهٔ موسیقی در دانشگاه موسیقی و هنرهای نمایشی وین بود و بعدها با خواننده و هنرپیشهٔ آلمانی ویکتور د کووا ازدواج کرد.
از فیلم‌هایی که وی در آن‌ها نقش داشته‌است، می‌توان به مادام باترفلای اشاره نمود.